# 常総市立玉小学校
常総市立玉小学校（じょうそうしりつたましょうがっこう）は、茨城県常総市若宮戸にある公立小学校。

## 概要

### 教育目標
『よく学びよく考え、思いやりの心をもって　たくましく生きる児童の育成』

## 沿革

### 略歴
1889年（明治22年）に玉尋常小学校として開校し、石下町立玉小学校を経て、現在の状態になった。

### 年表
出典
- 1889年（明治22年） - 玉尋常小学校が創立。
- 1920年（大正9年） - 宗道尋常高等小学校より分離、玉尋常小学校に高等科設置し、玉尋常高等小学校と改称。
- 1941年（昭和16年） - 勅令により玉国民学校と改称。
- 1947年（昭和22年） - 玉村立玉小学校と改称。
- 1954年（昭和29年） - 玉村が石下町に合併し、石下町立玉小学校と改称。
- 1973年（昭和48年） - 永久校舎竣工式を行う。
- 1974年（昭和49年） - 特殊学級を設置する。
- 1975年（昭和50年） - 学校プール竣工式を行う・校庭拡張
- 1978年（昭和53年） - 体育館竣工式を行う。
- 1980年（昭和55年） - 校庭の東側にフェンス98ｍを設置。
- 1981年（昭和56年） - 運動場北側に排水用Ｕ字溝（90.5ｍ）が完成。
- 1982年（昭和57年） - 立体花壇・校門アーチ・藤棚を竣工。
- 1983年（昭和58年） - 運動場の改修工事と校庭のＵ字溝工事が完了。
- 1987年（昭和62年） - 校舎増築および食堂建築の起工式を行う。
- 1996年（平成8年） - 校舎大規模改修を行う。
- 1997年（平成9年） - 校庭散水栓の工事を行う。
- 2000年（平成12年） - 正門周辺のフェンスを増設。
- 2001年（平成13年） - 正門・西門の門扉を設置。プール改修。
- 2002年（平成14年） - 東通用門・西通用門の門扉を改修。
- 2003年（平成15年） - 特殊学級を閉鎖。
- 2006年（平成18年） - 水海道市との合併により、常総市立玉小学校と改称。情緒障害学級を開設。
- 2015年（平成27年） - 関東・東北豪雨災害により被災する。
- 2017年（平成29年） - 災害復旧工事を終了。オリンピック・パラリンピック教育推進事業委託研究

## 学区
学区は以下の通りである。
若宮戸、原宿、小保川地区

## 交通アクセス
- 関東鉄道常総線玉村駅下車、徒歩約9分